# Cônsul (Roma Antiga)
Um cônsul era o mais alto cargo político da República Romana e o consulado era o mais alto posto do cursus honorum, a ordem sequencial dos cargos públicos pelos quais os políticos deveriam passar durante a sua carreira.
A cada ano, dois cônsules eram eleitos simultaneamente para servirem em mandatos de um ano. Eles alternavam entre si mensalmente no exercício do imperium e o imperium consular estendia-se sobre Roma, Itália e províncias romanas. Porém, depois do estabelecimento do Império Romano, os cônsules passaram a ser figuras meramente representativas do passado republicano e detinham pouco poder ou autoridade real, com o imperador atuando como autoridade suprema de fato.
Se um cônsul morresse durante seu mandato (o que não era incomum quando os cônsules estavam na frente de batalha) ou eram removidos de seu cargo, outro deveria ser eleito pela Assembleia das centúrias para servir pelo resto do mandato como cônsul sufecto (em latim: consul suffectus). Um cônsul eleito para iniciar o ano — chamado de cônsul ordinário (em latim: consul ordinarius) — tinha prestígio maior que o cônsul sufecto, parcialmente porque o ano seria chamado para sempre pelo nome dos cônsules ordinários (veja datação consular).

## História

### Período republicano

#### História
Depois da lendária expulsão do último rei etrusco de Roma, Tarquínio Soberbo, um monarca grosseiro do período final do Reino de Roma, em 509 a.C., a maioria dos seus poderes e de sua autoridade como rei foi ostensivamente passada para o recém-criado consulado. Originalmente, os cônsules eram chamados de pretores ("líderes"), uma referência aos seus deveres como comandantes militares. Já em 300 a.C. o título de "cônsul" já era utilizado. Escritores antigos derivam o termo "cônsul" do verbo latino "consulere" ("se aconselhar"), mas esta derivação é, provavelmente, uma invenção posterior, que provavelmente deriva — tendo em vista a natureza conjunta do cargo — dos termos "con-" e "sal-" ("juntar") ou de "con-" e "sell-/sedl-" ("sentar junto com" ou "sentar perto de"). No grego, o título era originalmente escrito como "στρατηγός ὕπατος" ("strategos hypatos" - "estratego hípato", que significa "comandante supremo") e, posteriormente, apenas como "ὕπατος.
Os romanos acreditavam que o cônsul era um cargo que remontasse à tradicional fundação da República Romana, em 509 a.C., mas a sucessão de cônsul não foi contínua no século V a.C. Durante a década de 440 a.C., o cargo foi geralmente substituído pela criação do tribuno consular, que eram eleitos sempre que as necessidades militares do estado eram importantes o suficiente para dar mérito à eleição de mais do que os dois cônsules regulares. Esta situação se manteve até a abolição do cargo em 367−6 a.C. e a reintrodução do consulado.
Segundo a tradição, o consulado era inicialmente reservado para os patrícios e, apenas em 367 a.C., os plebeus conseguiram garantir o direito de concorrer ao cargo supremo, quando a Lex Licinia Sextia determinou que pelo menos um cônsul à cada ano deveria ser plebeu. O primeiro deles, Lúcio Sêxtio Laterano, foi eleito no ano seguinte (366 a.C.). Ainda assim, o cargo permaneceu majoritariamente nas mãos de poucas famílias, pois apenas quinze homens novos (novi homines) — pessoas cuja família não tinha ancestrais de status consular — foram eleitos ao consulado até a eleição de Cícero em 63 a.C. Historiadores modernos tem questionado o relato tradicional da emancipação dos plebeus durante os primeiros anos da República, o chamado Conflito das Ordens, lembrando, por exemplo, que cerca de 30% dos cônsules anteriores a Lúcio Sêxtio tinham nomes plebeus e não patrícios. É possível que apenas a cronologia tenha sido distorcida, mas, aparentemente, um dos primeiros cônsules, Lúcio Júnio Bruto, teria vindo de uma família plebeia. Outra possível explicação é que, durante as ferozes disputas sociais do século V a.C., o cargo de cônsul foi sendo gradualmente monopolizado pela elite patrícia.
A partir do período final da República Romana, depois de terminado o ano consular, um ex-cônsul podia geralmente servir mais um mandato, muito lucrativo, como procônsul, o governador romano de uma das província senatorial. A província mais popular entre todas era a Gália Cisalpina.

#### Eleição e atribuições
Dois cônsules eram eleitos a cada ano, servindo junto, cada um com poder de veto sobre as ações do outro, um principal normal entre magistrados. Eles eram eleitos pela Assembleia das centúrias, que tinha um claro viés aristocrático em sua estrutura eletiva, o que só aumentou ao longo dos anos desde a sua fundação. Porém, eles só assumiam formalmente seus poderes apenas depois da ratificação de sua eleição pela mais antiga assembleia das cúrias, que concedia aos cônsules o seu poder de imperium através da lex Curiata de Imperio.
Os cônsules tinham amplos poderes em tempo de paz (administrativos, legislativos e judiciais) e, em tempo de guerra, exerciam o comando supremo das forças. Entre os deveres religiosos adicionais estavam certos ritos que, como prova de sua importância formal, só podiam ser realizados pelos dois mais altos oficiais do estado. Os cônsules também podiam ler augúrios, um passo essencial na liderança dos exércitos no campo de batalha.
Durante períodos de guerra, a qualificação primária para um cônsul era sua habilidade militar e sua reputação, mas em qualquer período, a seleção tinha uma carga política muito forte. Com a passagem do tempo, o consulado tornou-se o ápice natural do cursus honorum, a sequência de cargos perseguida pelos romanos mais ambiciosos, que buscavam o poder político e sua respectiva influência sobre a sociedade romana. Quando Lúcio Cornélio Sula regulamentou o cursus honorum por lei, a idade mínima para a eleição de um cônsul se tornou, de fato, 41 anos de idade.

### Período imperial

#### Principado

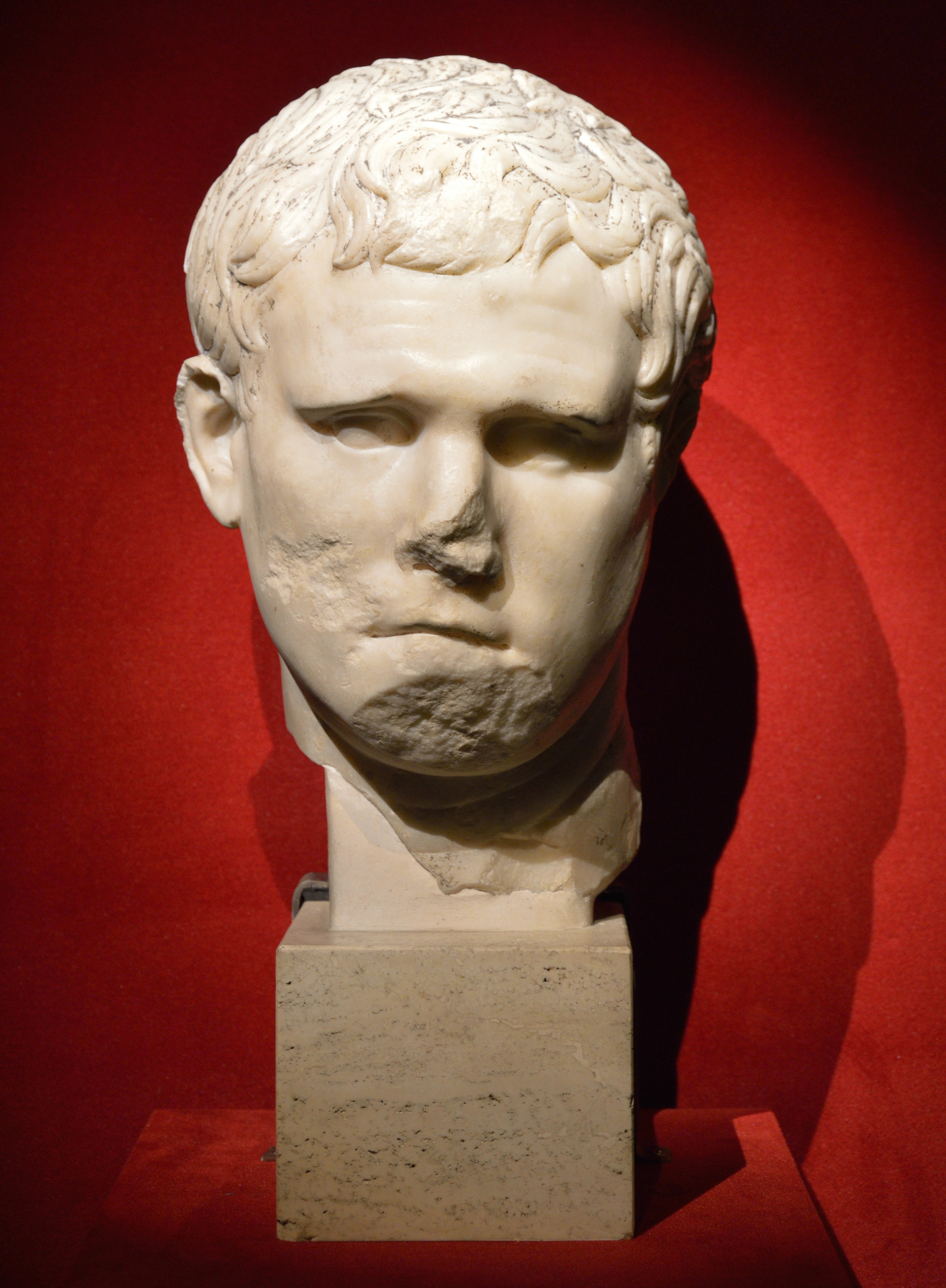
Busto de Marco Vipsânio Agripa, cônsul em 37, 28 e
No Palazzo Massimo alle Terme, em Roma

Durante os primeiros anos do Principado, embora os cônsules ainda estivessem sendo eleitos pela Assembleia das centúrias, eles eram, de fato, nomeados pelo príncipe. Conforme o tempo passou, a distinção entre a Assembleia das centúrias e a Assembleia tribal (que elegia as magistraturas menores) parece ter desaparecido e, assim, no que tange às eleições consulares, passou a existir apenas uma única "Assembleia do povo", que elegia todas as posições magisteriais do estado, com os cônsules necessitando ainda a nomeação pelo príncipe.
O consulado imperial até o século III a.C. era uma posição razoavelmente importante como a forma pela qual a aristocracia romana podia progredir para as posições mais altas da administração imperial — apenas ex-cônsules podiam se tornar legados consulares, procônsules da África e da Ásia ou prefeitos urbanos de Roma. Era um posto que seria ocupado por homens que estivessem no meio de suas carreiras, com trinta e poucos anos para os patrícios ou quarenta e poucos para os demais. Os imperadores geralmente nomeavam a si próprios, seus protegidos ou parentes como cônsules desconsiderando os requisitos para o cargo. Como exemplo, Honório recebeu o consulado ao nascer. Dião Cássio afirma que Calígula queria nomear seu cavalo, Incitato, cônsul, mas foi assassinado antes de conseguir fazê-lo.
A necessidade da existência de um grupo de homens qualificados para as posições consulares forçou Augusto a remodelar a posição de cônsul sufecto, permitindo que mais do que os dois eleitos para os consulados ordinários. Durante o reinado dos júlio-claudianos, os cônsules ordinários que começavam o ano geralmente abdicavam no meio do mandato, após cerca de quatro meses, e as eleições foram movidas para 12 de janeiro do ano no qual os cônsules deveriam assumir o mandato. A eleição dos cônsules foi transferida para o Senado Romano durante o período flaviano ou antonino, embora, por todo o século III, o povo ainda fosse convocado para ratificar as escolhas do Senado.
A proliferação de cônsules sufectos por conta disto e a alocação deste cargo a homens novos acabou por desvalorizar muito a posição. Porém, a alta consideração sobre o consulado ordinário permaneceu intacta, pois era um dos poucos cargos que uma pessoa ainda podia dividir com o imperador e, durante o período, ele foi ocupado principalmente por patrícios ou por indivíduos de status consular. Se um indivíduo era especialmente habilidoso ou amado, era possível até mesmo um segundo (ou terceiro) mandato consular. Antes de chegar ao consulado, estes indivíduos já tinham que ter uma importante carreira atrás de si e era esperado que continuassem a servir ao estado preenchendo o posto sobre o qual o estado funcionava. Consequentemente, ser escolhido para um consulado ordinário era uma grande honra e o cargo era talvez o maior símbolo da herança republicana do estado imperial romano. Provavelmente numa tentativa de conseguir uma legitimidade formal, o dissidente Império das Gálias teve seus próprios pares de cônsules durante sua curta existência (260-274), mas a lista é incompleta e foi obtida principalmente com base em evidências numismáticas.

#### Dominato
No final do século III, com o advento do Dominato, muito mudou. A perda muitas das funções pré-consulares e a gradual invasão dos equestres nas tradicionais funções administrativas e militares senatoriais resultaram que muitas das carreiras senatoriais virtualmente desapareceram antes de suas nomeações como cônsules. O resultado foi que o consulado sufecto passou a ser conferido a pessoas cada vez mais jovens, chegando ao ponto de, no século IV, serem nomeados homens com vinte e poucos anos ou, possivelmente, ainda mais jovens. Conforme o tempo foi passando, um segundo mandato, geralmente ordinário, passou a ser cada vez mais comum enquanto que o primeiro consulado era geralmente um consulado sufecto. Além disto, o consulado, durante este período, não era mais um privilégio dos senadores — o conferimento automático de um consulado sufecto aos prefeitos pretorianos equestres (que recebiam inclusive a "ornamenta consularia" ao receberem a nomeação) permitiu que eles se auto-denominassem "cos. II" quando eram, posteriormente, nomeados para um consulado ordinário pelo imperador. Tudo isso acabou por desmoralizar ainda mais a função de cônsul a ponto de, já no final do século III, a obtenção de um cargo de cônsul ordinário era ocasionalmente deixada de fora das inscrições de carreira enquanto que os consulados sufectos quase nunca eram lembrados já nas primeiras décadas do século IV.
Uma das reformas de Constantino I (r. 306–337) foi designar um dos cônsules à cidade de Roma e o outro à Constantinopla. Assim, quando o Império Romano foi dividido em duas partes depois da morte de Teodósio I (r. 379–395), o imperador de cada uma das metades ganhou o direito de nomear um dos cônsules — embora, por vezes, um imperador, por motivos variados, permitisse que seu colega nomeasse os dois. O consulado, já sem nenhum poder real, continuou a ser uma grande honra, mas as celebrações que eram um dever consular — especialmente as corridas de bigas — foram se tornando cada vez mais caras, a ponto de apenas alguns poucos cidadãos serem capazes de financiá-las e do estado ter que cobrir parte das despesas.

#### Império Bizantino

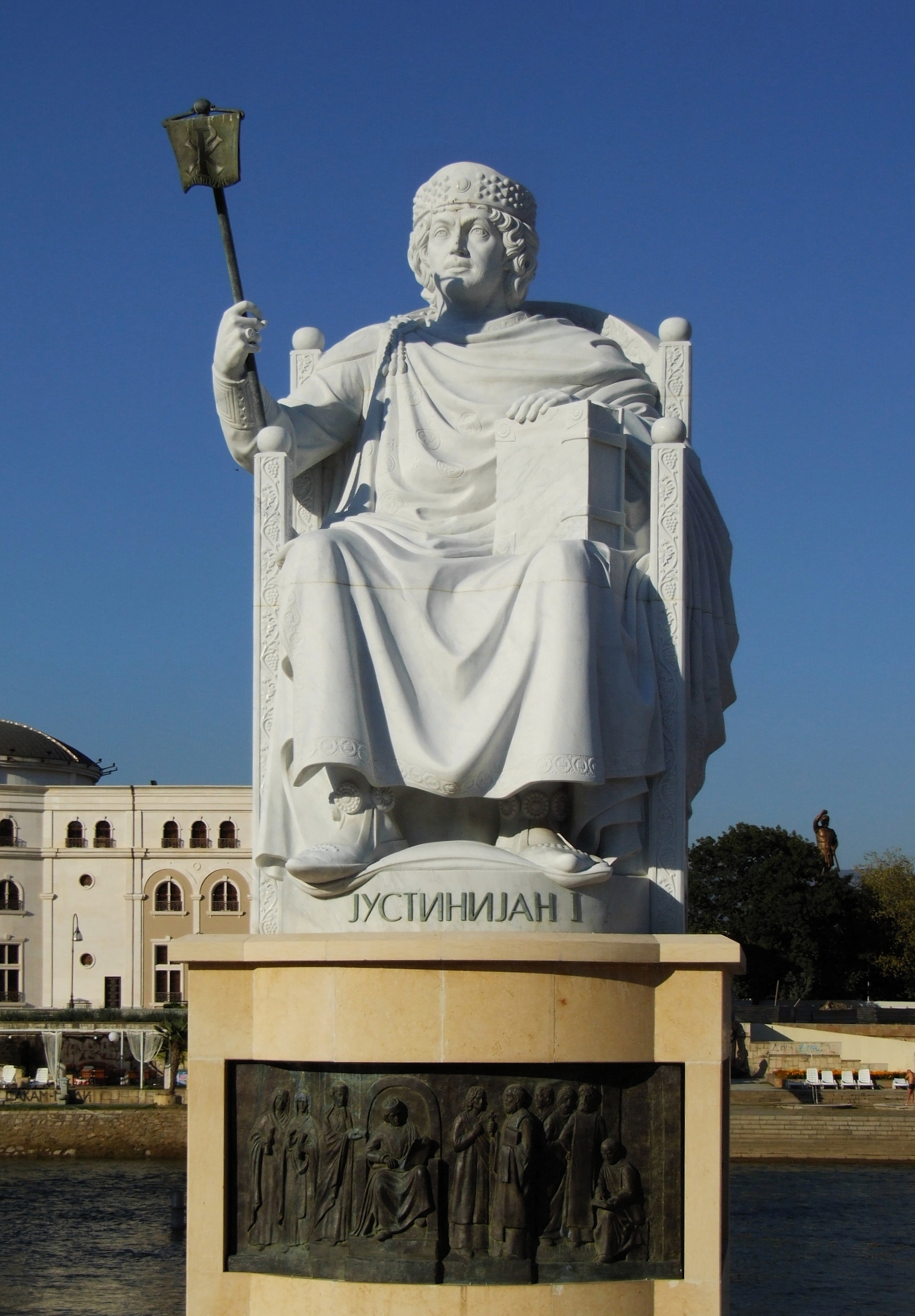
Justiniano I, imperador bizantino durante cujo reinado a posição de cônsul praticamente deixou de existir.
Estátua em Escópia, na Macedônia do Norte

No século VI, o consulado passou a ser cada vez menos concedido até que, na época de Justiniano I (r. 527–565), a posição passou a ficar vaga: o consulado ocidental ficou vaga em 534, com Décio Paulino ocupando-a pela última vez, e o consulado oriental, em 541, com Anício Fausto Albino Basílio como último ocupante. A datação consular já havia sido abolida em 537, quando Justiniano introduziu a datação pelo ano imperial e a indicção. Na corte oriental, a nomeação do consulado foi incorporada ao rito de proclamação de um novo imperador a partir de Justino II (r. 565–578) e foi relatada pela última vez na proclamação do futuro imperador Constante II (r. 641–668) como cônsul em 632. No final do século IX, o imperador Leão VI, o Sábio, (r. 886–912) finalmente aboliu a datação consular. Naquela época, os títulos gregos para cônsul e procônsul, "hípato" e "apo hypaton", já haviam se transformado em honrarias relativamente inferiores.

#### Papado
No ocidente, a posição de cônsul era ocasionalmente conferida a indivíduos pelo Papado. Em 719, o título de cônsul de Roma foi oferecido pelo papa a Carlos Martel, mas ele recusou. Por volta de 853, Alfredo, o Grande, foi nomeado cônsul romano pelo papa com apenas 4 ou 5 anos de idade.

## Poderes e responsabilidades

### Período republicano
Depois da expulsão dos reis e da fundação da República Romana (509 a.C.), todos os poderes do rei foram transferidos basicamente a dois cargos: o cônsul e o rei das coisas sagradas. Enquanto este herdou a posição do rei como sumo sacerdote do Estado, os cônsules receberam as funções civis e militares (imperium). Porém, para evitar o abuso do poder real, o imperium foi dividido em dois cônsules, cada um deles com poder de veto sobre as ações do outro.
Os cônsules foram investidos com o poder executivo do estado e comandavam o governo republicano. Inicialmente, os cônsules tinham vastos poderes executivos e judiciais. Com o desenvolvimento gradual do sistema legal romano, porém, algumas das mais importantes funções foram retiradas do consulado e atribuídas a novos oficiais. Em 443 a.C., a responsabilidade de realizar o censo foi retirada dos cônsules e entregue aos censores romanos. A segunda função retirada do consulado foi seu poder judicial e sua posição como juízes máximos foi transferida para os pretores em 366 a.C.. Depois disto, o cônsul só podia servir como juiz em casos criminais extraordinários e apenas quando assim fosse exigido por decreto do Senado.

#### Esfera civil
De forma geral, o poder do cônsul estava dividido entre as esferas militar e civil. Enquanto eles estivessem no pomério (o limite da cidade de Roma), eles eram o chefe de governo e todos os demais magistrados, com exceção dos tribunos da plebe (e, ocasionalmente, os ditadores), eram subordinados a eles, mas mantinham a independência de seus cargos. A máquina pública da República Romana estava sob a supervisão dos cônsules e, para permitir maior autoridade aos cônsules na execução das leis, eles tinham o poder de convocar e de prender, limitado apenas pelo direito de apelação de seu julgamento (geralmente aos tribunos ou às assembleias romanas). Este poder punição se estendia inclusive sobre os magistrados menores.
Como parte de suas funções executivas, os cônsules eram responsáveis por fazer acontecer os decretos do Senado e as leis das assembleias romanas. Por vezes, em grandes emergências, eles podiam agir por sua própria autoridade e responsabilidade. Os cônsules também serviam como principais diplomatas do estado romano. Antes que qualquer embaixador estrangeiro pudesse falar ao Senado, era obrigatório que falassem com os cônsules, que os introduziria ao Senado. Apenas eles tinham a prerrogativa de levar adiante negociações entre o Senado e poderes estrangeiros.
Os cônsules podiam convocar o Senado e presidiam suas reuniões. Cada cônsul servia como "presidente do Senado" por meses alternados. Eles podiam também convocar qualquer uma das três assembleias romanas (a curiata, a centuriata e a tribal) e presidia sobre suas reuniões. Assim, cabia aos cônsules conduzir as eleições e passar medidas legislativas. Quando nenhum cônsul estava presente no pomério, suas funções eram assumidas pelo pretor urbano ou por um inter-rei.
Cada cônsul era acompanhado em suas funções públicas por doze lictores, um símbolo da magnificência de seu cargo e seus guarda-costas. Cada lictor levava seu fasces, um feixe de varas com uma cabeça de machado. As varas simbolizavam o poder de flagelar e o machado, o poder de executar. Quando estava no pomério, os lictores removiam a cabeça de machado dos faces para mostrar que um cidadão não podia ser executado sem julgamento. Ao entrar na Assembleia das centúrias, os lictores baixavam seus fasces para mostrar que o poder dos cônsules derivava do povo.

#### Esfera militar

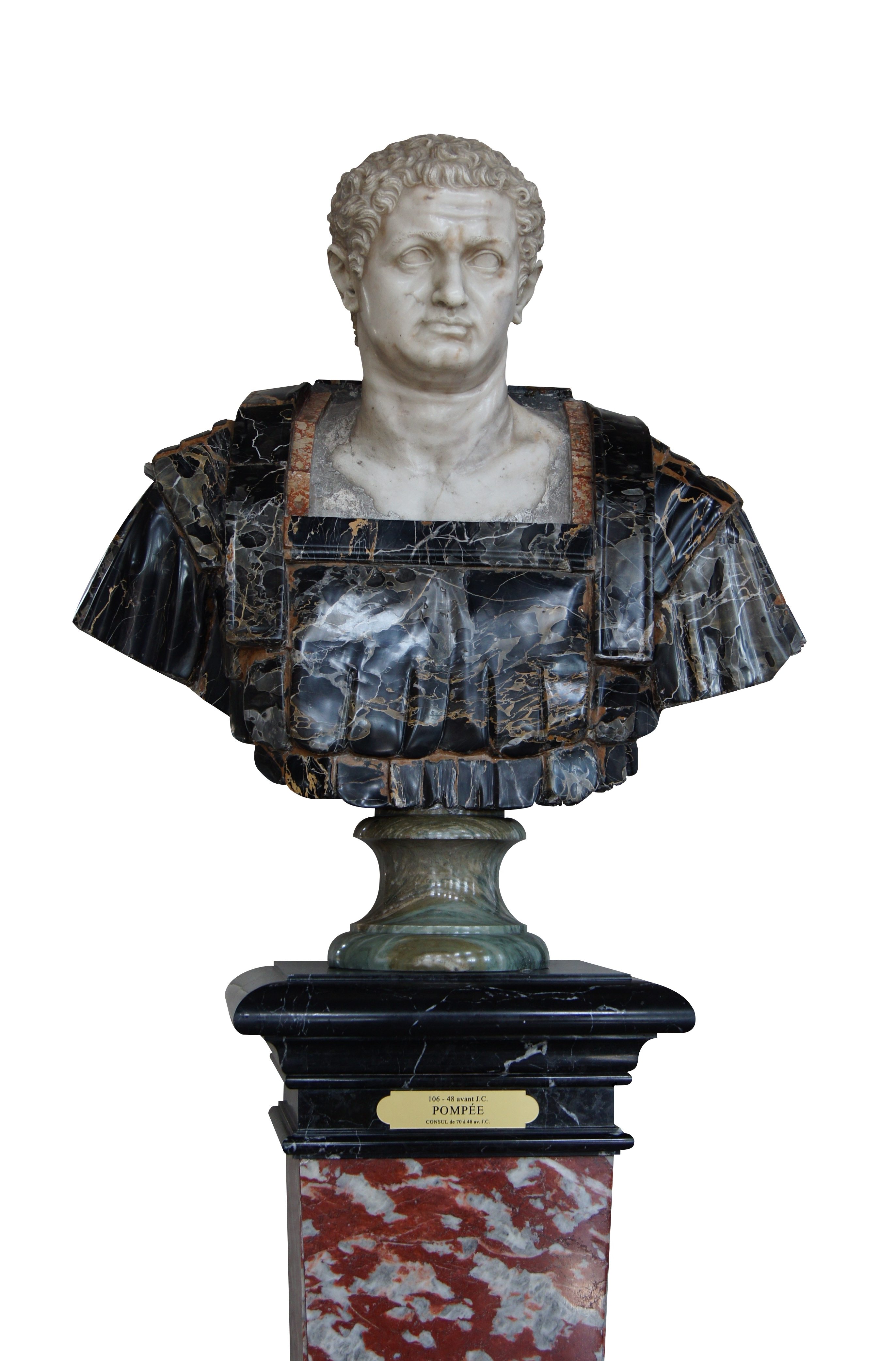
Pompeu, cônsul em 70, 55 e
Busto do século XVII no Chateau de Vaux-le-Vicomte, na França

Fora das muralhas de Roma, os poderes dos cônsules eram muito maiores por causa de seu papel como comandantes-em-chefe das legiões romanas. Era nesta função que os cônsules recebiam o imperium pleno. Quando a formação das legiões eram ordenadas por decreto do Senado, os cônsules realizavam um alistamento no Campo de Marte. Ao entrarem para o exército romano, todos os soldados juravam lealdade aos cônsules. Eles também supervisionavam a reunião das tropas enviadas pelos aliados de Roma.
Em Roma, um cônsul podia punir e prender um cidadão, mas não podia executá-lo. Em campanha, por outro lado, um cônsul tinha o poder de mandar executar, à sua discrição, qualquer soldado, oficial, cidadão ou aliado.
Cada cônsul comandava um exército (chamado "exército consular"), geralmente composto por duas legiões, com a ajuda de tribunos militares e um questor, que cuidava das finanças. Em raras ocasiões, os dois cônsules marchavam juntos, cada um comandando por um dia, alternadamente. Um típico exército consular tinha cerca de 20 000 soldados e consistia de duas legiões de cidadãos e outras duas de aliados. Nos primeiros anos da República Romana, os inimigos de Roma estavam na Itália central e, por isso, as campanhas duravam poucos meses. Conforme as fronteiras de Roma foram se expandindo, as campanhas foram ficando mais longas. Roma era uma sociedade guerreira e raramente estava em paz total; por isto, esperava-se do cônsul que, ao assumir o cargo, marchasse com o exército contra os inimigos de Roma e expandisse suas fronteiras. Seus soldados esperavam retornar para suas casas depois de uma campanha com espólios de guerra. Se o cônsul obtivesse uma vitória decisiva, ele podia ser aclamado imperator por suas tropas e podia requisitar ao Senado a honra de um triunfo.
O cônsul tinha liberdade total para conduzir uma campanha como desejasse, com poderes ilimitados. Porém, depois da campanha, o cônsul podia ser processado por seus malfeitos (geralmente por abusar de suas províncias ou por desperdiçar dinheiro público), como foi o caso de Cipião Africano, acusado por Catão em 205 a.C..

#### Prevenção de abusos
Abuso de poder pelos cônsules era evitado principalmente pelo poder de veto dado ao seu colega. Portanto, exceto nas províncias como comandantes-em-chefe, onde cada cônsul era supremo, os cônsules não podiam atuar contra a vontade do outro cônsul. Contra a sentença de um cônsul, uma apelação podia ser levada perante seu colega, que, se tivesse sucesso, significava a reversão da decisão anterior. Para evitar conflitos desnecessários, apenas um cônsul atuaria como tal a cada mês alternado, o que permitia que ele agisse sem interferência direta. No mês seguinte, os cônsules trocavam de posição e assim fariam até o final de seus mandatos. Outro ponto que servia para limitar o poder dos cônsules era a certeza de que, terminados seus mandatos, eles poderiam ser processados por seus atos na função.
Havia ainda três outras restrições ao poder consular. Seu mandato era curto (um ano); suas ordens eram pré-determinadas pelo Senado; e eles não podiam se candidatar para cônsul imediatamente depois do fim de seus mandatos, sendo necessário, geralmente, um período de dez anos entre consulados.

#### Governador
Depois de deixarem o cargo, os cônsules recebiam do Senado uma província para administrar como governador. As províncias que cada cônsul receberia era determinada por sorteio e antes do término de seu consulado. Transferindo seu imperium consular para um imperium proconsular, o cônsul se tornava um procônsul e um governador de uma (ou várias) das muitas províncias romanas. Como procônsul, seu imperium estava limitado apenas à sua província e não a toda a República e qualquer tentativa de exercer o imperium proconsular fora de sua província era ilegal. Além disto, um procônsul não podia deixar sua província antes do final de seu mandato e da chegada de seu sucessor, com exceções aprovadas, por permissão especial, pelo Senado. Os mandatos de governador duravam de dois a cinco anos.

#### Nomeação de ditadores
Em momentos de grave crise, quando o território romano estava em perigo imediato, um ditador era nomeado pelos cônsules para um mandato de não mais que seis meses, sempre depois de um pedido do Senado. Enquanto o ditador estava empossado, os dois cônsules lhe eram subordinados.

### Período imperial
Depois que Augusto se tornou o primeiro imperador romano, em 27 a.C., com o estabelecimento do Principado, os cônsules perderam a maior parte de seus poderes e responsabilidades. Apesar de terem sido ainda, oficialmente, o cargo mais alto do estado, com o imperium superior do imperador, eles se tornaram meramente um símbolo da herança republicana romana. No início, uma das duas posições consulares era ocupada pelos próprios imperadores e, finalmente, acabou reservada a ele. Porém, os cônsules imperiais ainda mantiveram o poder de presidir as reuniões do Senado, exercendo-o a critério do imperador. Eles ainda administravam a justiça em casos extraordinários, presidiam os jogos no Circo Máximo e todos os demais jogos em homenagem ao imperador, tudo às suas próprias custas.

## Datação consular
As datas romanas eram costumeiramente citadas utilizando os nomes dos dois cônsules daquele ano, um sistema muito parecido com o ano real numa monarquia. Por exemplo, o ano 78 a.C. no calendário moderno era chamado pelos romanos como "o consulado de Lépido e Cátulo". A data na qual os cônsules assumiram o mandato variou: entre 222 e 153 a.C. era 15 de março e, daí em diante, 1 de janeiro. A prática de datar os anos ab urbe condita (a partir da suposta data de fundação de Roma) era muito menos utilizada.
Em latim, a construção ablativa absoluta é frequentemente utilizada para expressar a data: "M. Messalla et M. Pupio Pisone consulibus" pode ser traduzido literalmente como "Marco Messala e Marco Púpio Pisão [61 a.C.] sendo cônsules", uma citação de "De Bello Gallico", de Júlio César.

## Epigrafia
A palavra "consul" na epigrafia latina é abreviada como "COS" ("CO[n]S[ul]"; pl. COSS, "CO[n]S[ule]S"). O desaparecimento do "n" é explicado pelo fato de que, em latim, um "n" diante de um "s" não é pronunciado na língua popular. Além disto, "consul" é pronunciado como "[ko:sul]", como se revela na forma antiga "COSOL". A soletração clássica ("consul") parece ser uma lembrança etimológica de uma consoante nasal. Assim, se um senador chegasse ao consulado mais de uma vez, ele seria demarcado nas inscrições como "COS II" ou "COS III".

## Listas
- Lista dos cônsules da República Romana
- Lista dos cônsules do Império Romano